# مجلس شيوخ كارولاينا الجنوبية
مجلس شيوخ كارولاينا الجنوبية (بالإنجليزية: South Carolina Senate)‏ هو مجلس شيوخ ولاية كارولاينا الجنوبية الأمريكية، وهو المجلس الأعلى في جمعية كارولاينا الجنوبية العامة.

## طالع أيضًا
- جمعية كارولاينا الجنوبية العامة